# وليد عبد الرحيم (مخرج)
وليد حمد عبد الرحيم (أبو رؤى،1964-2024) هو مخرج سينمائي وكاتب فلسطيني. ولد في مخيم اليرموك لعائلة هجرت من بلدة نحف قضاء عكا بسبب نكبة 1948. أنهى دراسته الإعدادية من مدارس وكالة الغوث، والتحق بمعهد الوكالة لمدة سنتين والذي حصل منه على دبلوم، ثم حصل على شهادة الإخراج السينمائي من المعهد السوفياتي في دمشق. انضم لصفوف الجبهة الشعبية لتحرير فلسطين. وصدر له أول عمل روائي عن الإتحاد العام للكتاب والأدباء الفلسطينيين رواية بعنوان "لست حيواناً" و رواية "زريف الطول".
توفي صباح يوم 12 فبراير 2024 بسبب إصابته بمرض السرطان في دمشق. ونعته الجبهة الشعبية لتحرير فلسطين، باسم أمينها العام ونائبه ومكتبها السياسي ولجنتها المركزية.

## حياته المهنية
شغل وليد حمد عدة مناصب منها:
- عضو اتحاد الكتاب والأدباء الفلسطينيين.
- مدير تحرير مركز الهدف للدراسات والتوثيق.
- مدير برنامج تطوير الفن العربي لتعليم السينما.
- عضو أكاديمية دار الثقافة والمكتب الإعلامي للجبهة الشعبية لتحرير فلسطين.

## حياته الأدبية
صدر لعبد الرحيم أكثر من 18 كتاباً في الشعر والأدب والسياسة والتوثيق ونشر له عشرات المقالات في الجرائد والمجلات الدورية منها:
- لست حيواناً، أول عمل روائي له صدر عن الاتحاد العام للكتاب والأدباء الفلسطينيين.
- بيت لحم.
- ظريف الطول.
- الموت في الحياة، فيلم روائي طويل.
- الحرب الأهلية الفلسطينية، فيلم روائي طويل.
- المقاومة الفلسطينية في سوريا، فيلم روائي طويل.
- المخيم، العودة، الحلم، المنفى، المقاومة، أفلام قصيرة وثائقية.